# Wayne S. Vucinich
Wayne S. Vucinich (n. 23 iunie 1913, Montana, SUA – d. 21 aprilie 2005, Menlo Park, California, SUA) a fost un istoric american. După cel de-M, a fost unul dintre fondatorii studiilor rusești, slave, est-europene și bizantine de la Universitatea Stanford, unde și-a petrecut întreaga carieră academică.

## Biografie
Vucinich provenea dintr-o familie de imigranți sârbi din Statele Unite ale Americii care au venit din Bosnia la începutul secolului al XX-lea. S-a născut în Butte, Montana în 1913 și a locuit acolo până când a rămas orfan la vârsta de 5 ani (părinții săi au murit în urma unei epidemii de gripă) și a fost trimis apoi înapoi în Herțegovina.
A urmat studii în Herțegovina, după care s-a întors în 1929 în Statele Unite ale Americii pentru a locui cu nașul său care locuia în Los Angeles, California și, deși nu vorbea aproape deloc limba engleză, și-a continuat studiile cu ajutor unei burse sportive. A absolvit cursuri la Universitatea Berkeley din California, obținând un master în istoria Europei de Est în 1936. A efectuat apoi studii de doctorat între 1936 și 1941, studiind, în paralel, și la Universitatea Carolină din Praga. Vorbea mai multe limbi străine: sârbocroată,engleză, germană, bulgară, cehă, slovacă și română.

### Carieră
După absolvire, Vucinich a fost angajat în Oficiul pentru Servicii Strategice (OSS), predecesorul CIA, și a lucrat ca analist pentru Balcani și Uniunea Sovietică în timpul celui de-al Doilea Război Mondial. În cursul activității sale, a vizitat Londra, Bari și Sofia. În anul 1943 a fost mobilizat ca locotenent în U.S. Naval Reserve și a fost decorat cu Steaua de Bronz. În 1946, după ce a lucrat un an în Departamentul de Stat, a acceptat o ofertă de profesor în cadrul Departamentului de Istorie al Universității Stanford, unde a lucrat până la pensionarea sa în 1978. Interesul său pentru politica Europei de Est l-a făcut să devină o țintă a senatorului Joseph McCarthy, iar profesorul Vucinich a fost convocat în 1954 în fața unui consiliu de judecată al Marinei Americane, fiind exonerat de acuzații cu ajutorul avocaților puși la dispoziție de Universitatea Stanford.
În perioada 1972-1985 a fost director al Centrului de Studii Ruse și Est-Europene. A predat, de asemenea, în secțiile internaționale ale Universității Stanford de la Florența, Beutelsbach și Viena. În 1977 a fost numit profesor de studii est-europene la Universitatea Stanford, disciplină de studii înființată special pentru Vucinich. El a predat acolo mulți ani după pensionarea oficială în 1978. Printre studenții săi s-au numărat David Kennedy și Norman Naimark.
În activitatea sa didactică și de cercetare, Vucinich a acoperit o arie largă a istoriei, cuprinzând istoria europeană generală, istoria modernă, istoria Imperiului Austro-Ungar, istoria bizantină, istoria otomană, istoria Italiei, istoria Balcanilor și istoria naționalitățile Uniunii Sovietice. În perioada 1981-1982 a ocupat funcția de președinte al Asociației Americane pentru Studii Slave, Est-Europene și Euroasiatice.
Wayne Vucinich a îndrumat mai mult de două duzini de teze de doctorat în domeniul istoriei Rusiei și Europei de Est și a scris numeroase studii istorice, printre care Serbia Between East and West (1954), The Ottoman Empire: Its Record and Legacy (1965), The Peasant in 19th-Century Russia (1968), Contemporary Yugoslavia (1969), Russia and Asia (1972) și Eastern Europe (1973).

## Onoruri
- În 1954 Vucinich a câștigat Premiul George Louis Beer al Asociației Istorice Americane pentru Serbia Between East and West: The Events of 1903-08.[9]
- În 1982 Asociația Americană de Studii Slave Avansate a înființat Premiul de carte Vucinich, care este acordat anual pentru cea mai importantă contribuție în domeniul studiilor rusești, eurasiatice și est-europene în orice disciplină științifică umanistă sau socială, publicată în limba engleză în Statele Unite ale Americii în anul calendaristic precedent.[7][10]
- În 1989 Vucinich și Jozo Tomasevich au primit Premiul pentru contribuții remarcabile în domeniul studiilor slave din partea Asociației pentru Studii Slave, Est-Europene și Euroasiatice.[11]

## Lucrări (selecție)
- Serbian foreign policy 1903-1909. Teză de masterat (M.A.). University of California, Berkeley 1936.
- Serbian foreign policy, 1903-1908. Teză de doctorat (Ph.D.) University of California, Berkeley 1941.
- The Second World War and beyond. 1949.
- Yugoslavs of the Moslem faith. 1949.
- „Postwar Yugoslav Historiography”, The Journal of Modern History, vol. 23, nr. 1, martie1951
- Serbia between East and West; the events of 1903-1908. Stanford University Press, Stanford 1954.
- „The Yugoslav Lands in the Ottoman Period: Postwar Marxist Interpretations of Indigenous and Ottoman Institutions”, în The Journal of Modern History, vol. 27, nr. 3, septembrie 1955
- Yugoslavs in California. Los Angeles 1960.
- The Ottoman Empire, its record and legacy. Van Nostrand, Princeton, N.J. 1965.
- The peasant in nineteenth-century Russia: a conference on the Russian peasant in the nineteenth century. Stanford 1966.
- Contemporary Yugoslavia; twenty years of Socialist experiment. (împreună cu Jozo Tomasevich; Stanford University.; et al.) University of California Press, Berkeley 1969.
- Russia and Asia; essays on the influence of Russia on the Asian peoples. Hoover Institution Press, Stanford University, Stanford, Calif. ©1972.
- Eastern Europe. Ginn, Lexington, Mass. 1973.
- Croatian illyrism; its background and genesis. 1975.
- A study in social survival: the katun in Bileća Rudine. University of Denver, Graduate School of International Studies, Denver, 1975.
- Nation and ideology: essays in honour of Wayne S. Vucinich. (împreună cu Ivo Banac.) monografii est-europene, Boulder; Columbia U.P. (distr.) New York, 1981.
- The First Serbian uprising, 1804-1813. Social Science Monographs; New York. Distribuit de Columbia University Press, Boulder 1982.
- At the brink of war and peace: the Tito-Stalin split in a historic perspective. Social Science Monographs, Brooklyn College Press, New York. Distribuit de Columbia University Press, 1982.
- Kosovo: legacy of a medieval battle. (împreună cu Thomas Allan Emmert.) University of Minnesota, Minneapolis, Minn. 1991.
- Ivo Andric revisited: the bridge still stands. International and Area Studies, Berkeley, 1995.
- Memoirs of my childhood in Yugoslavia. (împreună cu Larry Wolff.) Society for the Promotion of Science and Scholarship, Palo Alto, Calif. 2007.